# Neuritis òptica
La neuritis òptica, anomenada també neuritis retrobulbar, fa referència a la inflamació del nervi òptic que pot provocar una disminució de la visió. La visió es pot acabar recuperant amb el temps. La inflamació pot afectar les fibres nervioses i, fer disminuir la visió de la persona.

## Etiologia
La causa més comuna és l'esclerosi múltiple (EM). Fins al 50% dels pacients amb EM desenvoluparà un episodi de neuritis òptica, i en un 20-40% dels casos la neuritis òptica és el signe de presentació de l'EM. La presència de lesions desmielinitzants de la substància blanca a la RM cerebral en el moment de presentació de la neuritis òptica és el predictor més fort per al desenvolupament d'EM clínicament definida. Gairebé la meitat dels pacients amb neuritis òptica té llavors lesions de substància blanca en consonància amb l'EM. Pot provocar una pèrdua total o parcial de la visió d'un o dels dos ulls. Altres causes inclouen:
- Neuropatia òptica hereditària de Leber
- Neuritis òptica parainfecciosa (associada a infeccions víriques com ara xarampió, galteres, varicel·la, tos ferina i mononucleosi infecciosa)
- Neuritis òptica infecciosa (relacionada o associada als sins amb malaltia per esgarrapada de gat, tuberculosi, malaltia de Lyme i meningitis criptocòccica en pacients amb sida).
- Causes autoimmunitàries (sarcoïdosi, lupus eritematós sistèmic, poliarteritis nodosa, malaltia d'anticossos MOG, granulomatosi amb poliangiïtis)
- Diabetis mellitus

## Simptomatologia
La neuritis òptica cursa amb tota una sèrie de signes i símptomes. Aquests són: pèrdua parcial o completa de visió, pèrdua de visió cromàtica, dolor al moure els ulls i canvis en la pupil·la al reflectir la llum en ella.